# Ferrari F2002
Ferrari F2002 — болид Формулы-1, построенный для участия в чемпионате 2002 года. На F2002 Михаэль Шумахер стал чемпионом мира, а команда выиграла Кубок конструкторов.

## История
Болид стал одним из наиболее успешных в истории Формулы-1, на нём Михаэль Шумахер установил ряд рекордов серии, среди которых — наибольшее число побед (11, десять из которых — на F2002) и наибольшее число очков (144). Хотя в 2004 году Шумахер превзошёл собственный рекорд, завоевав 13 побед и 148 очков — однако в 2002 году, в пересчёте на систему начисления очков 2003 года, он набрал 156. Кроме того, Михаэль Шумахер установил уникальное достижение, завершив все гонки сезона на подиуме (включая две гонки на модернизированной Ferrari F2001.
Модернизированная версия F2002B с обновлённым двигателем Ferrari 052 принимала участие в первых гонках сезона 2003 года. Начиная с пятого этапа была заменена новой моделью Ferrari F2003-GA. В 2003 году Шумахер снова, в шестой раз, стал чемпионом мира, а команда выиграла ещё один Кубок конструкторов.

## Результаты в чемпионате мира Формулы-1
| Год  | Шасси          | Двигатель       | Шины | Пилоты     | 1    | 2   | 3    | 4   | 5   | 6   | 7   | 8   | 9   | 10  | 11  | 12  | 13  | 14  | 15  | 16  | 17  | Место | Очки |
| ---- | -------------- | --------------- | ---- | ---------- | ---- | --- | ---- | --- | --- | --- | --- | --- | --- | --- | --- | --- | --- | --- | --- | --- | --- | ----- | ---- |
| 2002 | Ferrari F2002  | Ferrari 051 V10 | B    |            | АВС  | МАЛ | БРА  | САН | ИСП | АВТ | МОН | КАН | ЕВР | ВЕЛ | ФРА | ГЕР | ВЕН | США | БЕЛ | ИТА | ЯПО | 1     | 221  |
| 2002 | Ferrari F2002  | Ferrari 051 V10 | B    | М. Шумахер |      |     | 1    | 1   | 1   | 1   | 2   | 1   | 2   | 1   | 1   | 1   | 2   | 1   | 2   | 2   | 1   | 1     | 221  |
| 2002 | Ferrari F2002  | Ferrari 051 V10 | B    | Баррикелло |      |     |      | 2   | НС  | 2   | 7   | 3   | 1   | 2   | НС  | 4   | 1   | 2   | 1   | 1   | 2   | 1     | 221  |
| 2003 | Ferrari F2002B | Ferrari 052 V10 | B    |            | АВС  | МАЛ | БРА  | САН | ИСП | АВТ | МОН | КАН | ЕВР | ВЕЛ | ФРА | ГЕР | ВЕН | США | ИТА | ЯПО |     | 1     | 158  |
| 2003 | Ferrari F2002B | Ferrari 052 V10 | B    | М. Шумахер | 4    | 6   | Сход | 1   |     |     |     |     |     |     |     |     |     |     |     |     |     | 1     | 158  |
| 2003 | Ferrari F2002B | Ferrari 052 V10 | B    | Баррикелло | Сход | 2   | Сход | 3   |     |     |     |     |     |     |     |     |     |     |     |     |     | 1     | 158  |

| Легенда к таблице |                                                                    |
| --- | ------------------------------------------------------------------ |
| В таблице перечислены результаты всех Гран-при Формулы-1, в которых использовался автомобиль. Строками таблицы являются сезоны, столбцами — этапы чемпионата мира. В каждой клетке указаны сокращённое название этапа и результат, дополнительно обозначенный цветом. Расшифровка обозначений и цветов представлена в нижеследующей таблице. |                                                                    |
| \| Пример \| Описание \| \| ------------ \| ------------------------------------------------------------------ \| \| 1 \| Победитель \| \| 2 \| Второе место \| \| 3 \| Третье место \| \| 5 \| Финишировал, заработав очки \| \| Сход \| Не финишировал, но при этом заработал очки \| \| 12 \| Финишировал, не получив очков \| \| НКЛ \| Финишировал, но не попал в финальную классификацию \| \| 15 \| Участвовал вне зачёта, либо по отдельной классификации \| \| 18 \| Не финишировал, но попал в финальную классификацию \| \| Сход \| Не финишировал \| \| НКВ \| Не прошёл квалификацию \| \| НПКВ \| Не прошёл предквалификацию \| \| ДСК \| Дисквалифицирован \| \| ИСК \| Исключён из протокола соревнований \| \| ТТ \| Заявлен для участия только в тренировках \| \| НС \| Участвовал в квалификации, но не стартовал в гонке \| \| Т \| Травмирован или болен \| \| ОТК \| Отказ от участия \| \| НТР \| Прибыл на соревнования, но на трассу не выезжал \| \| НПР \| Был заявлен в числе участников, но не прибыл к началу соревнований \| \| О \| Соревнования отменены \| \| \| Не участвовал \| \| Поул-позиция \| \| \| Быстрый круг \| \| |                                                                    |
| Пример | Описание                                                           |
| 1 | Победитель                                                         |
| 2 | Второе место                                                       |
| 3 | Третье место                                                       |
| 5 | Финишировал, заработав очки                                        |
| Сход | Не финишировал, но при этом заработал очки                         |
| 12 | Финишировал, не получив очков                                      |
| НКЛ | Финишировал, но не попал в финальную классификацию                 |
| 15 | Участвовал вне зачёта, либо по отдельной классификации             |
| 18 | Не финишировал, но попал в финальную классификацию                 |
| Сход | Не финишировал                                                     |
| НКВ | Не прошёл квалификацию                                             |
| НПКВ | Не прошёл предквалификацию                                         |
| ДСК | Дисквалифицирован                                                  |
| ИСК | Исключён из протокола соревнований                                 |
| ТТ | Заявлен для участия только в тренировках                           |
| НС | Участвовал в квалификации, но не стартовал в гонке                 |
| Т | Травмирован или болен                                              |
| ОТК | Отказ от участия                                                   |
| НТР | Прибыл на соревнования, но на трассу не выезжал                    |
| НПР | Был заявлен в числе участников, но не прибыл к началу соревнований |
| О | Соревнования отменены                                              |
| | Не участвовал                                                      |
| Поул-позиция |                                                                    |
| Быстрый круг |                                                                    |